# Cercosaura anordosquama
Cercosaura anordosquama — вид ящірок родини гімнофтальмових (Gymnophthalmidae). Ендемік Бразилії. Описаний у 2018 році.

## Поширення і екологія
Cercosaura anordosquama мешкають в Бразильській Амазонії, в штатах Пара, Амазонас, Мату-Гросу і Рондонія. Вони живуть у первинних і вторинних вологих тропічних лісах терра-фірме, серед опалого листя. 